# Edessena formosensis
Edessena formosensis là một loài bướm đêm trong họ Noctuidae.